# Länsisaaret

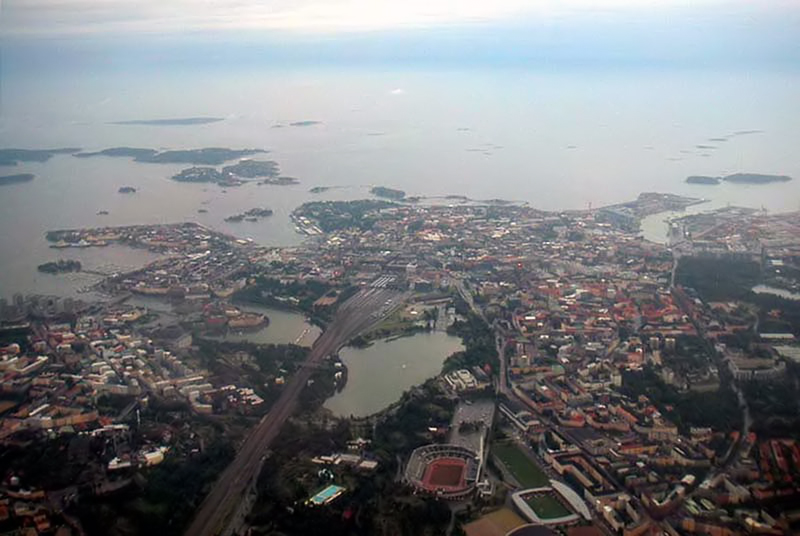
Quelques îles au large d'Helsinki (la grande île à gauche est Suomenlinna).

 Länsisaaret (en suédois : Västra holmarna, en français : Iles de l'ouest) est un archipel de la mer Baltique. Länsisaaret est une section du quartier de Ulkosaaret et fait partie du district de Ullanlinna à Helsinki en Finlande. 

## Description
La section Länsisaaret (en finnois : Ulkosaarten kaupunginosa) a une superficie de 1,2 km2, elle n'a aucun habitant (1.1.2010) et elle offre 5 emplois (31.12.2008).

## Géographie et géologie
L’archipel fait partie de la mer Baltique, située entre le golfe de Botnie, le golfe de Finlande et la mer d'Åland, dans les eaux territoriales finlandaises. La mer d’Archipel, dont Länsisaaret fait partie, est réputée pour contenir le plus grand archipel du monde en nombre d’îles, bien que beaucoup soient très petites et regroupées de manière dense.

## Histoire
Les îles ont commencé à émerger de la mer peu après la dernière période glaciaire. En raison du rebond post-glaciaire, ce processus est toujours en cours, avec la création lente de nouveaux écueils et îles et l’agrandissement ou la fusion des anciens. Le taux actuel de rebond est entre 4 et 10 millimètres par an.

## Économie et tourisme
La mer d’Archipel est une destination touristique importante. Les îles plus grandes sont habitées et reliées par des ferries et des ponts. Åland, comprenant les plus grandes îles de la région, forme une région autonome au sein de la Finlande. Le reste des îles fait partie de la région de Finlande du Sud-Ouest.

## Nature et conservation
Le climat est plus favorable que dans la Finlande continentale, et certaines îles, en particulier Rymättylä, sont célèbres dans les zones continentales voisines pour produire les premières nouvelles pommes de terre de l’été.